# Én vagyok Menyus
Az Én vagyok Menyus (néhány alkalommal Menyus vagyok, eredetileg I Am Weasel) amerikai televíziós rajzfilmsorozat, amelyet a Cartoon Network és a Hanna-Barbera David Feiss vezetésével közösen készített el. A sorozatot a Cartoon Network mutatta be. Alapvető feltevése a népszerű angol gyermekdal, a "Pop Goes the Weasel" elferdítése. A sorozat főcímdalát ez alapján szerezte Bill Fulton, amit April March énekelt el.
Az Én vagyok Menyus eredetileg a Boci és Pipi része volt. Gyakran a három részes vetítések első két részében egy-egy Boci és Pipi epizód, majd egy Én vagyok Menyus epizód következett. Az Én vagyok Menyus a Boci és Pipi sorozatból nőtte ki magát. Külön sorozatként először 1997 és 1999 között vetítették le, majd 2004-ig ismételték. Az ismétlésben azokat a részeket is levetítették, melyek a Boci és Pipi sorozat részeként kerültek adásba.
A sorozat magyar szinkronját a TV2 rendelte meg és adta le a részeit. Később a Cartoon Network kezdte sugározni, 2012. január 7-étől pedig az RTL Klubon is műsoron volt

## Szereplők
A sorozatnak két, egymással ellenkező jellemű főszereplője van, Menyus és Bambula. Menyus egy menyét, Bambula pedig pávián.
| Szereplő                 | Eredeti hang  | Magyar hang     | Leírás |
| Főszereplők              | Főszereplők   | Főszereplők     | Főszereplők |
| ------------------------ | ------------- | --------------- | --- |
| Menyus                   | Michael Dorn  | Uri István      | Menyus a sorozat különösen tehetséges főhőse. Ő egy jóképű fiatal menyét, aki a nevezetessége ellenére sem vált sznobbá vagy beképzeltté. Sokkal inkább átlagosként viselkedik. (A sorozat első részében felajánlotta a veséjét egy beteg kisfiúnak). Ő egy olyan különleges híresség, akit mindenki csodál. Nagyon intelligens, és sok tulajdonsága igen kifinomult. Ezek között vannak társadalmi és technikai képességek is. Szinte az összes foglalkozásnak a mestere. Bár Menyus soha sem volt magával teljesen megelégedve, legfőbb követője, a sorozat másik főszereplője, Bambula mindig fölül akar kerekedni az annyira csodált Menyuson. Azt akarja, hogy legalább annyira csodálják, mint a társát. Ő azonban inkább idióta szereplő, és gyakran csúfolják a vörös fenekét. Menyus ennek ellenére mindig megpróbálja kisegíteni a nehézségekből. Menyusnak gyakran segít egy ápolónak öltöző lány, Lulabel. |
| Bambula                  | Charlie Adler | Szerednyey Béla | Bambula Menyusnak pont az ellentéte. Mindig azon próbálkozik, hogy társánál jobbnak mutatkozzon, jobban szeressék. Nem intelligens, csúnya, az idő felében mást sem csinál, csak az ujját szimatolja, és a legtöbb dologhoz még csak nem is konyít. Bambula feneke élénk vörös, de ennek ellenére nem visel semmit, amivel el tudná takarni. Gyakran ábrázolják úgy, hogy épp az ellenkezőjét teszi annak, mint amit a legtöbben észszerűnek tartanának. Mivel Menyus nagyon szerencsés, úgy tűnik, hogy Bambulának soha nincs szerencséje. Mikor úgy tűnt, hogy megnősül, az ara beleszeretett valaki másba, így egyedül találta magát az oltár előtt. A sorozat egyik részében egy csecsemőt hagytak az ajtaja előtt, akit Bambula nagyapjáról nevezett el, akit a jelek szerint nagyon tisztelt. Az epizód végére Grampa felcseperedik. Bambula egy olyan pólót hord, aminek az elején fentről lefelé kézírással az I. R. felirat olvasható. Menyus házának a közelében, egy lerobbant trailerben él. Bambula rosszul használja a nyelvtani szabályokat, helytelenül rak össze mondatokat (pl. ez a legszebb karácsony, ami valaha vanni volt). Néha ő betűzi ki a részek címét. Ekkor az angol változatban ilyeneket lehet olvasni: ("I Are Big Star", "I Are Music Man", "I Are a Artist", "I Are Bellhop", stb.). Gyakran harmadik személyben beszél magáról (valaki játszani akar Bambulával?), az igéket rendre főnévi igenév alakban hagyja (pl. én tudni hol lenni). Gyakran megpróbálja lekörözni Menyust, és mikor sikerélménye van, győzelmi táncot jár. Ez abból áll, hogy a kezeit a csípőjére teszi, és körbe-körbe ugrál (hasonló táncot járnak egyes afrikai törzseknél is). Eközben folyamatosan a sikerét hangoztatja (Bambula van nagy hős, Bambula van nagy hős...). Vannak viszont olyan részek is, mikor Menyus és Bambula barátok, és egymást segítik. Ilyen például az, mikor pilótaként közreműködnek egy légi manőverben, vagy mikor szellemként próbálnak meg ráijeszteni egy Paprika alakította színésznőre. Csetlő-botló magatartásáért, sikertelenségeiért, gyakran primitív butaságából adódó károkozásaiért a társadalom megveti, kineveti és kitaszítja, ami nagyon fáj neki. Más retardált alakok, mint Paprika, vagy Johnny Roger összetévesztik a fajtáját: gorillának, csimpánznak nevezik. Bambula maga is megsértődik azon, ha valaki majomnak tartja, mivel ő, ahogy mondja, pávián. |
| Paprika                  |               | Vass Gábor      | A második évadtól kezdve Paprika az Én vagyok Menyus rendszeres szereplője. Emellett még a Boci és Pipiben is gyakran lehet vele találkozni. |
| Mellékszereplők          |               |                 | |
| Lulabell                 |               |                 | Menyus segédje, aki gyakran ápolónőnek öltözik. Először a második évadban tűnik fel. Eredeti hangja a második évadban Susan Blakeslee, a harmadik évadban pedig Teresa Ganzel. Neve jelentése a vizelés egyik köznapi megfelelőjével, a pisiléssel van összefüggésben. |
| A Boci és Pipi szereplői |               |                 | A második évadtól kezdve Paprikán kívül mások is feltűnnek a Boci és Pipi szereplői közül az Én vagyok Menyus vásznán. |

## Magyar változat
A szinkront a TV2 megbízásából a Masterfilm Digital készítette.
Magyar szöveg: Fekete Zoltán
Hangmérnök: Hajzler László
Vágó: Bartók Klára
Gyártásvezető: Derzsi-Kovács Éva
Szinkronrendező: Mauchner József
Magyar hangok
- Náray Erika – Boci
- Szerednyey Béla – Pipi, Bambula
- Harsányi Gábor - Csontnélküli Csirke
- Uri István – Menyus
- Vass Gábor – Paprika
- Schnell Ádám – Papi
- Csere Ágnes – Mami
- Pusztaszeri Kornél – Gróf
- Háda János – Pufi
- Csuha Lajos – A kék hátsóm narrátora
- Szokol Péter – rendőr

és mások

## Epizódok
| #             | Magyar cím                     | Angol cím                       |
| ------------- | ------------------------------ | ------------------------------- |
|               |                                |                                 |
| ELSŐ ÉVAD     |                                |                                 |
|               |                                |                                 |
| 01.           | Ez a híd nem Menyus hídja      | This Bridge Not Weasel Bridge   |
|               |                                |                                 |
| 02.           | Bambula a Napon                | I.R. On Sun                     |
|               |                                |                                 |
| 03.           | Mélytengeri utazás             | Deep Sea Tour                   |
|               |                                |                                 |
| 04.           | Bambula úriember               | I.R. Gentlemans                 |
|               |                                |                                 |
| 05.           | Bambula nagy sztár             | I.R. Big Star                   |
|               |                                |                                 |
| 06.           | A szag hatalma                 | The Power Of Odor               |
|               |                                |                                 |
| 07.           | Pingpong a tengeren            | Ping-Pong At Sea                |
|               |                                |                                 |
| 08.           | Kór fieszta                    | Disease Fiesta                  |
|               |                                |                                 |
| 09.           | Bambula életet teremt          | I.R. Plant Life                 |
|               |                                |                                 |
| 10.           | Követ vagyok                   | I.M. Ambassador                 |
|               |                                |                                 |
| 11.           | A gravitáció törvénye          | Law Of Gravity                  |
|               |                                |                                 |
| 12.           | Boldog Bambula ünnepeket       | Happy Baboon Holidays           |
|               |                                |                                 |
| 13.           | Én építész                     | I. Architect                    |
|               |                                |                                 |
| MÁSODIK ÉVAD  |                                |                                 |
|               |                                |                                 |
| 14.           | Bambula anyuka                 | I.R. Mommy                      |
|               |                                |                                 |
| 15.           | Én vagyok Menyus, a teremtő    | I.M. Deity                      |
|               |                                |                                 |
| 16.           | Sírós baba vagyok              | I Am Crybaby                    |
|               |                                |                                 |
| 17.           | Bambula fantomlába             | I.R.’s Phantom Foot             |
|               |                                |                                 |
| 18.           | A Nílus királynője             | Queen Of DeNile                 |
|               |                                |                                 |
| 19.           | Bambula zenél                  | I Are Music Man                 |
|               |                                |                                 |
| 20.           | Tiétek az életem               | I Am My Lifetime                |
|               |                                |                                 |
| 21.           | Bambula, a koboldtündér        | I.R. Pixie Faerie               |
|               |                                |                                 |
| 22.           | Bambula, a jéghorgász          | I.R. Ice Fisher                 |
|               |                                |                                 |
| 23.           | Bambula, a példakép            | I.R. Role Model                 |
|               |                                |                                 |
| 24.           | Bambula rossz rajzfilmben      | I.R. In Wrong Cartoon           |
|               |                                |                                 |
| 25.           | Barátom, az okos banán         | My Friend The Smart Banana      |
|               |                                |                                 |
| 26.           | Bambula, a vad pávián          | I.R. Wild Baboon                |
|               |                                |                                 |
| HARMADIK ÉVAD |                                |                                 |
|               |                                |                                 |
| 27.           | Időutazzunk                    | Time Weasel                     |
|               |                                |                                 |
| 28.           | A lyuk                         | The Hole                        |
|               |                                |                                 |
| 29.           | Javítóintézet                  | I Stand Corrected               |
|               |                                |                                 |
| 30.           | Mentőosztag                    | I Am Bush Pilot                 |
|               |                                |                                 |
| 31.           | Csokibár sziget                | Dessert Island                  |
|               |                                |                                 |
| 32.           | Az elsüllyeszthetetlen Bambula | Unsinkable I.R.                 |
|               |                                |                                 |
| 33.           | Vámpír vagyok                  | I Am Vampire                    |
|               |                                |                                 |
| 34.           | Szívem, megjöttem              | Honey, I Are Home               |
|               |                                |                                 |
| 35.           | Verssel vezess                 | Drivers Sped                    |
|               |                                |                                 |
| 36.           | Fakaland                       | Tree Story                      |
|               |                                |                                 |
| 37.           | Bambula, igen                  | I.R. Do                         |
|               |                                |                                 |
| 38.           | Bambula jó kutya               | I Are Good Dog                  |
|               |                                |                                 |
| 39.           | Azt mondta, azt mondta         | He Said, He Said                |
|               |                                |                                 |
| NEGYEDIK ÉVAD |                                |                                 |
|               |                                |                                 |
| 40.           | Ellenség tábor                 | Enemy Camp                      |
|               |                                |                                 |
| 41.           | Klisé vagyok                   | I Am Clichéd                    |
|               |                                |                                 |
| 42.           | Bambula, a gladiátor           | I Are Gladiator                 |
|               |                                |                                 |
| 43.           | Forradalmár Menyus             | Revolutionary Weasel            |
|               |                                |                                 |
| 44.           | Bambula szellem                | I Are Ghost                     |
|               |                                |                                 |
| 45.           | A legnagyszerűbb motorbikini   | The Magnificent Motorbikini     |
|               |                                |                                 |
| 46.           | Bambula fodrász                | I Am Hairstylist                |
|               |                                |                                 |
| 47.           | Bambula bálnakapitány          | I Am Whale Captain              |
|               |                                |                                 |
| 48.           | Álom Menyus módra              | Dream Weasel                    |
|               |                                |                                 |
| 49.           | Bambula új mancsa              | Baboon’s Paw                    |
|               |                                |                                 |
| 50.           | Ruhátlan játékok               | The Sackless Games              |
|               |                                |                                 |
| 51.           | Ki tüntette el Bocit és Pipit? | Who Rubbed Out Cow And Chicken? |
|               |                                |                                 |
| 52.           | Bambula jó kereskedő           | I.R. Good Salesman              |
|               |                                |                                 |
| ÖTÖDIK ÉVAD   |                                |                                 |
|               |                                |                                 |
| 53.           | Földformálók                   | I Are Terraformer               |
|               |                                |                                 |
| 54.           | Viking vagyok                  | I Am Viking                     |
|               |                                |                                 |
| 55.           | Az ifjúság kútja               | Drinking Fountain Of Youth      |
|               |                                |                                 |
| 56.           | Bízzák Menyusra                | Leave It To Weasel              |
|               |                                |                                 |
| 57.           | A tündérkeresztapa             | The Fairy Godfather             |
|               |                                |                                 |
| 58.           | Robin Hood-nak lenni           | I Are Robin Hood                |
|               |                                |                                 |
| 59.           |                                | The Incredible Shrinking Weasel |
|               |                                |                                 |
| 60.           | Pávián és a Csoda Menyét       | Baboon Man & Weasel Boy         |
|               |                                |                                 |
| 61.           | Szerelmes vagyok               | I.M.N. Love                     |
|               |                                |                                 |
| 62.           | Bambula első biciklije         | I.R.’s First Bike               |
|               |                                |                                 |
| 63.           | A varázsló fogorvos            | The Sorcerer’s a Dentist        |
|               |                                |                                 |
| 64.           | Pancser Plane                  | The Wrong Bros.                 |
|               |                                |                                 |
| 65.           | Ős Menyus                      | I Am Cave Weasel                |
|               |                                |                                 |
| 66.           | A kék hátsóm                   | My Blue Hiney                   |
|               |                                |                                 |
| 67.           | Ostoba küldetés                | Mission: Stupid                 |
|               |                                |                                 |
| 68.           | Újra az iskolában              | Back To School                  |
|               |                                |                                 |
| 69.           | Művész vagyunk                 | I Are A Artiste                 |
|               |                                |                                 |
| 70.           | Fred, az utolsó idióta         | Fred: Last of The Idiots        |
|               |                                |                                 |
| 71.           | Bambula, a boy                 | I Are Bellhop                   |
|               |                                |                                 |
| 72.           | Vidd el Bambulát a meccsre!    | Take I.R. out to The Ballgame   |
|               |                                |                                 |
| 73.           | Én, Menyus méhecske            | I Am Bee Weasel                 |
|               |                                |                                 |
| 74.           | Én vagyok Franken-Menyus       | I Am Franken-Weasel             |
|               |                                |                                 |
| 75.           | Egy igaz történet              | A Troo Storee                   |
|               |                                |                                 |
| 76.           | Rodeó Menyus                   | Rodeo Weasel                    |
|               |                                |                                 |
| 77.           | Nagy ülep legendája            | The Legend Of Big Butt          |
|               |                                |                                 |
| 78.           | Sárkányölő vagyok              | I Am Dragon Slayer              |
|               |                                |                                 |
| 79.           | Legenda vagyok                 | I Are Legend                    |
|               |                                |                                 |